# Драмлє
Драмлє (словен. Dramlje) — поселення в общині Шентюр, Савинський регіон, Словенія. 
Висота над рівнем моря: 303 м.